# 게임랭킹스
게임랭킹스(영어: GameRankings)는 오프라인과 온라인에서 매겨진 게임의 평가 점수를 수집해 평균을 내는 웹사이트였다. CBS 인터랙티브가 소유했다. 2019년 12월에 개발진이 메타크리틱로 이동하면서 폐쇄됐다.

## 역사
2019년 12월 9일, 게임랭킹스 누리집이 폐쇄돼고 사이트 주소는 메타크리틱로 넘겨주게 됐다.

## 참고
- "Video games: Aiming to please?" 보관됨 2015-05-03 - 웨이백 머신, StarTribune, June 7, 2008.
- "Things that suck about video game reviews" 보관됨 2016-03-11 - 웨이백 머신, That Videogame Blog, April 2, 2008.
- "Do Review Scores Really Matter?", Dpad Magazine, June 11, 2010.